# Eutrichocheles modestus
Eutrichocheles modestus är en kräftdjursart som först beskrevs av Herbst 1796.  Eutrichocheles modestus ingår i släktet Eutrichocheles och familjen Axiidae. Inga underarter finns listade i Catalogue of Life.